# Карађорђева Топола са Опленцем
Карађорђева Топола са Опленцем представља јединствен национални симбол Србије, који сведочи о историјским догађајима и знаменитим личностима, чији је утицај био од пресудног значаја не само за развој вароши Тополе, већ и ток српске историје 19. и 20. века. Као таква утврђена је за просторну културно-историјску целину са остацима Карађорђевог града и градским језгром Тополе, средиштем у коме је поникла династија Карађорђевић, својим културно-историјским и архитектонским вредностима, као и природним вредностима брда Опленац са Задужбинским комплексом Краљ Петар I, одлуком Владе Републике Србије бр. 633-9040/2006 од 12. октобра 2006. године (Сл. Гл. бр.88/06).
Просторно културно-историјску целину обележава градитељско наслеђе формирано, са мањим прекидима, током владавине четири генерације ове породице, од 1811. до 1940. године. Историјски догађаји захваљујући којима је Топола постала оперативно седиште Првог српског устанка, седиште врховног вожда и уточиште многим народним првацима, били су од пресудног утицаја на њен развој као вароши. Приликом вредновања Карађорђеве Тополе са Опленцем извршена је анализа градитељског фонда на основу историјско - уметничког критеријума, при чему су узети у обзир и просветни, управно - јавни и трговачко - занатски аспекти наслеђа са посебним освртом на урбанистичко - просторне карактеристике.
Највреднији део градитељског фонда градског језгра Тополе, формиран од средине 19. до првих деценија 20. века, карактеришу различите стилске особености. Први објекти изван утврђења, подигнути у време владавине кнеза Александра Карађорђевића (Карађорђева касарна и чесма, зграда старог среза, стари хан, Гарашка механа и помоћни објекат) представљају примере старе градске архитектуре са упориштем у богатој традицији народног градитељства.
Очувани примери развоја Тополе с почетка 20. века су репрезентативно здање хотела Матејић, зграда старе градске школе, зграда Поште, зграда Апотеке, Дом проте Ђоке, Гостионица Прандовић, као и низ трговачко - стамбених објеката у Булевару Вожда Карађорђа и улицама кнегиње Марије и кнегиње Зорке.